# De Dion-Bouton Type AX
Der De Dion-Bouton Type AX ist ein Pkw-Modell aus der Anfangszeit des 20. Jahrhunderts. Hersteller war De Dion-Bouton aus Frankreich.

## Beschreibung
Die Zulassung durch die nationale Zulassungsbehörde erfolgte am 16. Januar 1907. Vorgänger war der Type AO.
Der Vierzylindermotor hat 90 mm Bohrung, 100 mm Hub und 2545 cm³ Hubraum. Er war damals in Frankreich mit 15 Cheval fiscal (Steuer-PS) eingestuft. Er ist vorne im Fahrgestell montiert und treibt über ein Dreiganggetriebe und eine Kardanwelle die Hinterräder an. Der Wasserkühler ist direkt vor dem Motor hinter einem deutlich sichtbaren Kühlergrill. Die Hinterachse ist eine De-Dion-Achse.
Die Basis bildet ein Pressstahlrahmen. Der Radstand beträgt wahlweise 2690 mm oder 2990 mm und die Spurweite 1300 mm. Für den kurzen Radstand ist eine Fahrzeuglänge von 3685 mm bekannt.
Bekannt sind Aufbauten als Doppelphaeton und Limousine.
Das Modell wurde neun Monate lang produziert. Nachfolger wurde der Type BI, der am 18. Januar 1908 seine Zulassung erhielt.
Ein erhaltenes Fahrzeug ist im Musée National de la Voiture et du Tourisme im Schloss Compiègne ausgestellt.